# Message Transmission Optimization Mechanism

MTOM, acronyme de Message Transmission Optimization Mechanism du W3C, est une méthode d'envoi de données binaires par services Web.
MTOM est habituellement utilisé avec XOP (XML-binary Optimized Packaging).

## Avantages
L'efficacité de MTOM réside dans la taille des messages envoyés dans le flux. Puisque SOAP utilise le XML, les données binaires doivent être encodées en texte, généralement du « Base64 », qui a la particularité d'augmenter la taille des données binaires de 33 %. MTOM propose un moyen d'envoyer ces données dans sa forme originale, ce qui évite une augmentation de la taille due à l'encodage du texte.